# Rue de l'Abbé-Roger-Derry
La rue de l’Abbé-Roger-Derry est une rue du 15e arrondissement de Paris.

## Situation et accès
La rue de l’Abbé-Roger-Derry reprend une section et fait le prolongement de la rue de la Cavalerie.

## Origine du nom
Son nom vient de l'abbé Roger Derry, second vicaire à l'église Saint-François-Xavier, qui fut résistant, arrêté par les Allemands et transféré à Cologne où il fut décapité le 15 octobre 1943.

## Historique
Cette voie a été détachée en 1958 de la rue de la Cavalerie qui était initialement appelée « rue de la Ferme-de-Grenelle ». 